# Rodenhof (Biebergemünd)
Rodenhof ist eine Dorfwüstung in der Gemarkung Lanzingen der Gemeinde Biebergemünd im Main-Kinzig-Kreis in Hessen.

## Geografische Lage
Rodenhof lag einen Kilometer südlich von Lanzingen auf einer Höhe von 194 m über NHN.

## Geschichte

### Historische Namensformen
- Rödenhoff (1439)
- Rodenhove (um 1450)
- Rothe Hof (1858)
- Rodenhof

### Mittelalter
Rodenhof gehörte zum Amt Bieber, einem Lehen von Kurmainz, zunächst an die Grafen von Rieneck. Durch Erbschaft gelangte 1333 die Hälfte des Amtes – und damit auch Rodenhof – an die Herren von Hanau. Es entstand also ein Kondominat. Bei der Teilung der Grafschaft Hanau 1458 kam die Hanauer Hälfte des Kondominats zur Grafschaft Hanau-Münzenberg. 

### Neuzeit
1559 starben die Grafen von Rieneck aus. Ihre Rechte fielen an Kurmainz zurück. Rodenhof lag nun in einem zwischen Kurmainz und der Grafschaft Hanau-Münzenberg gemeinsamen Kondominat, wobei die Hanauer Hälfte weiter ein Lehen von Kurmainz war. 1598 sind für das Dorf 9 Haushaltungen verzeichnet. Rodenhof bildete 1633/1634 mit Lanzingen eine Gemeinde und ist vermutlich im Dreißigjährigen Krieg wüstgefallen.